# Paul Bourget
Paul Charles Bourget (Amiens, 2 de septiembre de 1852 - París, 25 de diciembre de 1935), también Pablo Bourget, fue un escritor, novelista prolífico, dramaturgo, ensayista y crítico francés. Fue también un católico ferviente y miembro activo de la Academia Francesa.

## Biografía
Hijo de una familia modesta, estudió medicina; pero dejó los estudios para dedicarse de lleno a las letras. Pasó su infancia y adolescencia en Clermont-Ferrand de 1854 a 1867, donde su padre era profesor de matemáticas en la universidad. Abjuró del catolicismo en 1867, pero se convirtió en 1901 y se convirtió en un celoso seguidor de esta fe. Este retorno al catolicismo influyó en su obra posterior. Murió en París, una Navidad de 1935, pero dejó una gran influencia en la novela psicológica francesa.

## Evolución
Como su amigo Ferdinand Brunetière, combatió el ya decadente naturalismo. Le bastó con cuatro novelas: Cruel enigma (1885), Un crimen pasional (1886), Andrés Cornelis (1887) y Mentiras (1888, inspirado en la vida de Octave Mirbeau). Con El discípulo (1889) el novelista psicólogo y mundano se empieza a transformar en moralista y en conservador. Más tarde, en quince novelas más, lleva a cabo una crítica, no de la sociedad, sino de las subversiones que la amenazan, y en 1901 se convierte al catolicismo. Luego el oficio y la rutina ocupan el lugar de la inspiración y empieza a repetirse, justificando así la ironía de su fraternal enemigo Maurice Barrès: «¿Le interesa verdaderamente comenzar de nuevo cada año la historia de la dama y del caballero?». Se designó a Bourget con los apelativos de "«Zola cristiano»" y «Padre del academicismo», pero no fue ni una cosa ni otra.
Bourget rehabilita y confiere existencia narrativa no sólo a las gentes del gran mundo, sino a la sociedad de los que forman la minoría selecta, que describe estabilizada y definitiva. Desde el primer momento es el novelista del «fin de la historia». Los personajes tienen problemas puramente personales y no son las estructuras las que deben cambiar, sino el hombre en sí mismo, demasiado débil frente a sus pasiones.
En una segunda época, tras la ya mencionada transición entre El discípulo (1889) y su conversión al catolicismo en 1901, Bourget evoluciona desde el materialismo libertario al tradicionalismo religioso, social e incluso monárquico, uniéndose a otros narradores de la «Francia eterna», como René Bazin y Henry Bordeaux. El discípulo constituye ese punto de inflexión: una acusación a los intelectuales irresponsables que no sospechan que sus jóvenes lectores no distinguen entre pensamiento y acción y pueden aplicar a la realidad sus teorías. Cosmópolis (1892) reitera esta idea a través de complejas intrigas y además demuestra lo indeleble del "«carácter nacional»" que obliga a todos a actuar conforme al «alma» de su país de origen, siendo, en su pensamiento, inadmisible el internacionalismo.
En general, sus obras son sumamente ambiguas y reflejan el tradicionalismo francés durante los años anteriores a la Primera Guerra Mundial.

## Obras

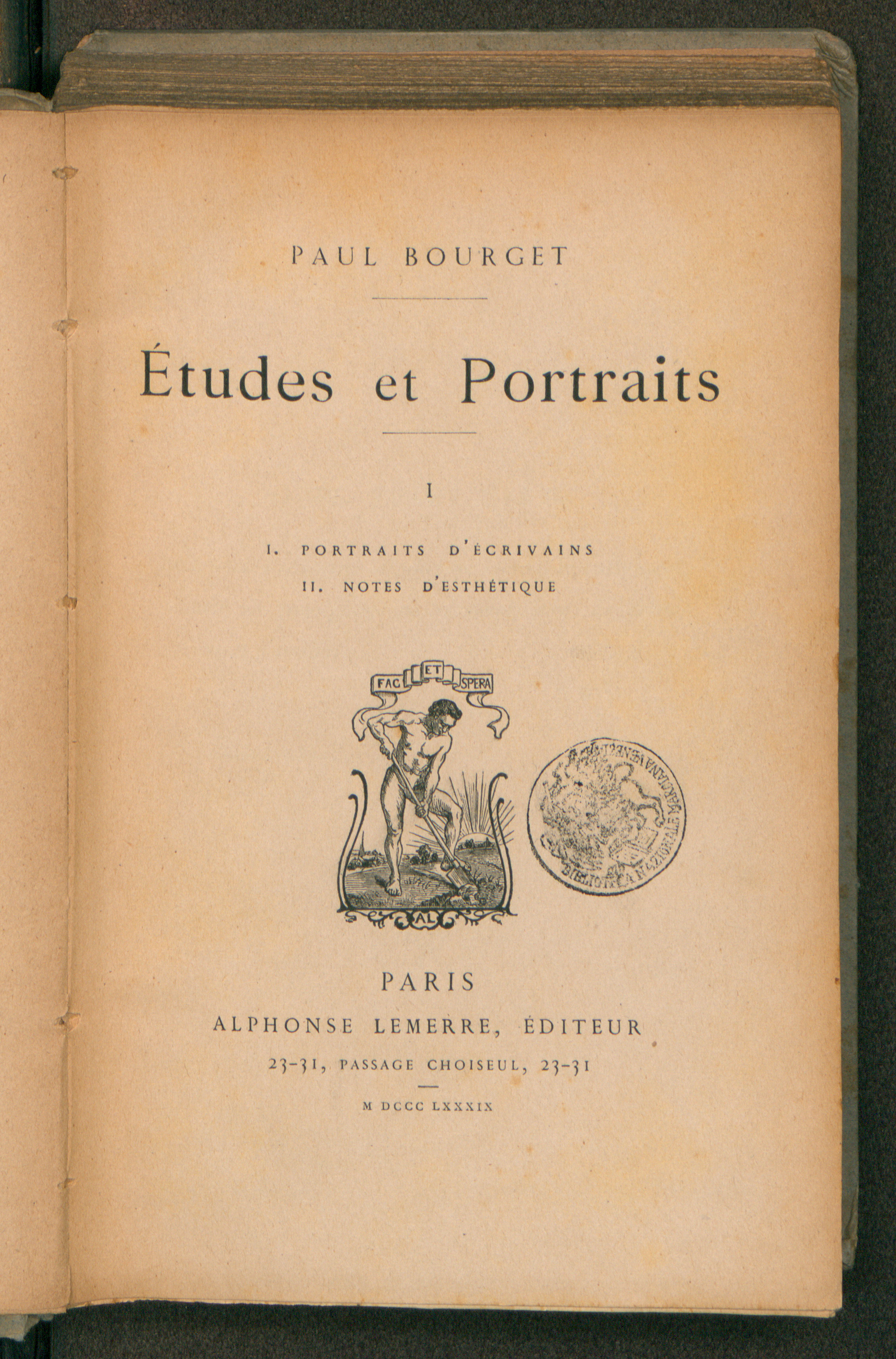
Études et portraits, 1889

### Novelas
- Cruelle énigme (Lemerre, 1885)
- Un crime d'amour (Lemerre, 1886)
- André Cornélis (Lemerre, 1887 y Fayard, 1946)
- Mensonges (Lemerre, 1887 y Fayard, 1948)
- Le Disciple (Lemerre, 1889, Plon – Nourrit, 1901, Nelson, 1911 y Marseille Transbordeurs, 2006)
- Un cœur de femme (Lemerre, 1890 y Flammarion, 1936.
- Cosmopolis (Lemerre, 1892 y Fayard, 1947)
- La Terre Promise (Lemerre, 1892)
- Une idylle tragique (mœurs cosmopolites) (Lemerre, 1896)
- La Duchesse Bleue (Lemerre, 1898)
- Le Fantôme (Plon – Nourrit et Cie, 1901)
- L'Étape (Plon – Nourrit, 1902, Hachette, 1929 y Fayard, 1946)
- Un divorce (Plon – Nourrit et Cie, 1904 y Flammarion, 1938)
- L'Émigré (Plon – Nourrit et Cie, 1907)
- Le Démon de midi (Plon – Nourrit, 1914 y Fayard, 1946)
- Le Sens de la mort (Plon – Nourrit et Cie, 1915) (en español, El sentido de la muerte)
- Lazarine (Plon – Nourrit, 1917)
- Némésis (Plon – Nourrit, 1918 y Flammarion, 1942)
- Laurence Albani (Plon – Nourrit, 1919)
- Un drame dans le monde (Plon – Nourrit et Cie, 1921)
- Le Roman des quatre (Plon – Nourrit,1923 – 1926), escrito en colaboración con Gérard d'Houville, Henri Duvernois et Pierre Benoit
- Cœur pensif ne sait où il va (Plon – Nourrit et Cie, 1924)
- Le Danseur mondain (Plon – Nourrit, 1926) (Publicada en español como El bailarín mundano, Blanco y Negro 1935)
- Nos actes nous suivent (Plon, 1927)
- Le Diamant de la reine (Plon, Paris, 1932)

### Poemas
- La Vie inquiète (Lemerre, 1875)
- Le Parnasse contemporain (Lemerre, 1876)
- Edel (Lemerre, 1878)
- Les Aveux (Lemerre, 1882)

### Cuentos y novelas cortas
- L'Irréparable (Lemerre, 1884)
- Pastels (dix portraits de femmes) (Lemerre, 1889)
- Nouveaux pastels (dix portraits d'hommes) (Lemerre, 1891)
- Un scrupule (Lemerre, 1893)
- Voyageuses (Lemerre, 1897)
- Recommencements (Lemerre, 1897)
- Complications sentimentales (Lemerre, 1898)
- Drames de famille (1900)
- Un homme d'affaires (1900)
- Monique (1900)
- L'Eau Profonde (1902)
- Les Deux Sœurs  (1905)
- Les Détours du cœur (1908)
- L'Envers du décor (1911)
- Anomalies (Plon, 1920)

### Ensayos
- Essais de psychologie contemporaine (Lemerre, 1883)
- Baudelaire y otros estudios críticos (traducción de Sergío Sánchez de la primera edición [1883] de los Essais de psychologie contemporaine), El Copista, Córdoba (Argentina), 2008.
- Ernest Renan (Quantin, 1883)
- Nouveaux essais de psychologie contemporaine (Lemerre, 1886)
- Études et portraits (I et II) (2 vol., Lemerre, 1891)
- Physiologie de l'Amour Moderne (Lemerre, 1891)
- Sensations d'Italie (Toscane. Ombrie. Grande-Grèce) (Lemerre, 1891)
- Guy de Maupassant
- Outre-mer. (Notes sur l'Amérique) (Lemerre, 1899)
- Journaux croisés : Italie, 1901. Paul et Minnie Bourget (Chambéry, Université de Turin, 1978)
- Études et portraits III (Plon – Nourrit, 1903)
- Nos traditions nationales, comment les défendre? (l'Entente nationale, Bourges, impr.Tardy-Pigelet, 1904)
- La Renaissance du traditionalisme en politique, propaganda de la Revue catholique et royaliste, 1904)
- Études et portraits IV (Plon – Nourrit, 1906)
- L’Œuvre de Gustave Flaubert
- Pages de critique et de doctrine (Plon – Nourrit, 1912)
- Nouvelles Pages de critique et de doctrine (Plon – Nourrit, 1922)
- La Leçon de Barrès (À la Cité des Livres, Paris 1924)
- L'Art du roman chez Balzac (extr. de la Revue des deux mondes, 15 février 1926, p. 931 à 942)
- L'Actualité de Sainte-Beuve (extr. de la Revue des deux mondes, 15 juin 1927, p. 926 a 936)
- Le Centenaire d'Hippolyte Taine (extr. de la Revue des deux mondes, 15 mars 1928, p. 241 a 257)
- Au service de l'ordre (Paris, Plon, 1929 – 1932, 2 vol. y Notes sociales)

### Teatro
- Idylle tragique, pieza en cuatro actos de Pierre Decourcelle (con Jane Hading, 1896.
- Un divorce, pieza en tres actos de Paul Bourget y André Cury (Plon – Nourrit, Théâtre du Vaudeville, 1908)
- L'Émigré, pieza en cuatro actos, 1908)
- Un cas de conscience, pieza en dos actos con Serge Basset 1910.
- La Barricade, chronique de 1910, 1910.
- Le Tribun, pieza en tres actos, 1911)
- La Crise, comedia en tres actos con André Beaunier, 1912.

### Discursos
- Discours de réception à l'Académie française, prononcé par le récipiendaire, le 13 juin 1895 (Académie française, 1895)
- Discours de réception à l'Académie française, Éloge de Maxime Du Camp, le 13 juin 1895 (Lemerre, 1895)
- Réponse de M. Paul Bourget au discours de M. André Theuriet, en séance publique, le 9 décembre 1897 (Paris, Palais de l'Institut)
- Réponse de  M. Paul Bourget au discours de M. Émile Boutroux, en séance publique, 22 janvier 1914 (Paris, Palais de l'Institut)
- Discours prononcé le 28 juin 1920 à l'inauguration du médaillon de Stendhal au jardin du Luxembourg (Paris, H. Champion, 1920)
- Discours prononcé le 15 décembre 1923 par Paul Bourget pour son jubilé littéraire (Maison de Balzac, Courrier balzacien, 2001, numéro 82.

| Predecesor: Maxime Du Camp | Silla 33 Academia francesa 1894–1935 | Sucesor: Edmond Jaloux |